# Le Départ
Le Départ é um filme de comédia dramática belga de 1967 dirigido por Jerzy Skolimowski.
O filme ganhou o Urso de Ouro no 17º Festival Internacional de Cinema de Berlim.
Foi selecionado como representante da Bélgica à edição do Oscar 1968, organizada pela Academia de Artes e Ciências Cinematográficas.

## Elenco
- Jean-Pierre Léaud - Marc
- Catherine-Isabelle Duport - Michèle
- Jacqueline Bir
- Paul Roland
- Leon Dony
- Lucien Charbonnier
- Georges Aubrey
- John Dobrynine
- Bernard Graczyk
- Marthe Dugard
- Maxane
- Jacques Courtois
- Paul Frère - Paul Frère
- Paul Delrivière